# تاناکا شینبی
تاناکا شینبی ((به ژاپنی: 田中 新兵衛 Tanaka Shinbei); ۱ ژانویهٔ ۱۸۳۲ – ۱۱ ژوئیهٔ ۱۸۶۳) سامورایی و یکی از چهار آدمکش باکوماتسو تحت فرمان تاکچی هانپیتا (رهبر گروه توسا کیننو) در دهه ۱۸۶۰ میلادی اهل ژاپن بود. تاکچی هانپیتا به شینبی و دیگر قاتلان دستور داد تا علیه طرفداران شوگون‌سالاری و طرفداران ارتباط خارجیان به ژاپن باشند.